# Leptodontium ulocalyx
Leptodontium ulocalyx là một loài Rêu trong họ Pottiaceae. Loài này được (Müll. Hal.) Mitt. mô tả khoa học đầu tiên năm 1869.